# Distrito de Marche-en-Famenne
El Distrito de Marche-en-Famenne (en francés: Arrondissement de Marche-en-Famenne; en neerlandés: Arrondissement Marche-en-Famenne) es uno de los cinco distritos administrativos de la Provincia de Luxemburgo, Bélgica. Posee la doble condición de distrito administrativo y judicial. También forman parte de distrito judicial de Marche-en-Famenne los municipios de Gouvy, Houffalize y Vielsalm del distrito de Bastoña.

## Lista de municipios
- Durbuy
- Erezée
- Hotton
- La Roche-en-Ardenne
- Manhay
- Marche-en-Famenne
- Nassogne
- Rendeux
- Tenneville

- Datos: Q93905